# Chris Warner
Chris Warner, né en 1955, est un auteur et éditeur de comics. Bien qu'il ait commencé à travailler pour Marvel Comics, il a fait l'essentiel de sa carrière chez Dark Horse Comics.

## Biographie
Chris Warner naît en 1955. Il commence à travailler au milieu des années 1980 pour Marvel Comics. Il scénarise ou dessine des histoires d'Alien Legion, Moon Knight, Docteur Strange. À partir de 1986, il rejoint Dark Horse Comics. Il y crée Black Cross puis dessine et scénarise de nombreuses histoires dont des épisodes d'Aliens vs. Predator, de Terminator. Il est aussi éditeur de plusieurs séries comme Ghost in the Shell ou Dirty Pair. En 1993, il est l'un des éditeurs de la collection Comics' Greatest World chez Dark Horse. Il y crée Barb Wire. Il travaille ensuite sur plusieurs comics de cette collection.